# Bouleuse
Bouleuse est une commune française, située dans le département de la Marne en région Grand Est.

## Géographie

### Localisation
Bouleuse se trouve au nord-ouest du département de la Marne, en région Grand Est. Elle appartient à la région agricole du Tardenois.
La commune s'étend sur une superficie de 411 hectares, au sein de la Montagne de Reims et de son parc naturel régional. Sur son territoire, l'altitude varie de 97 à 200 mètres. Le village de Bouleuse se trouve dans une petite vallée, formée par le Noron, affluent de l'Ardre. Alors que l'altitude dans le village est d'environ 120 m, au sud le Mont de Bouleuse atteint les 150 m et l'ensemble du nord de la commune dépasse les 175 m. Sur les coteaux, au-dessus du village au nord, est planté le vignoble.
Par la route, Bouleuse se situe à 62 km de Châlons-en-Champagne, préfecture du département, à 17 km de Reims, sous-préfecture, et à 18 km de Fismes, bureau centralisateur du canton de Fismes-Montagne de Reims dont dépend Bouleuse depuis 2015. La commune fait en outre partie du bassin de vie de Reims.
Bouleuse est limitrophe de 6 communes :
| Treslon |          | Germigny     |
|         | Bouleuse | Méry-Prémecy |
| Poilly  | Sarcy    | Aubilly      |

### Hydrographie

#### Réseau hydrographique
La commune est dans la région hydrographique « la Seine du confluent de l'Oise (inclus) à l'embouchure » au sein du bassin Seine-Normandie. Elle est drainée par le Noron,.
Deux plans d'eau complètent le réseau hydrographique : le plan d'eau 1 de l'l'ancien Moulin de Toisy (1,5 ha) et le plan d'eau 2 de l'l'ancien Moulin de Toisy (0,6 ha),.

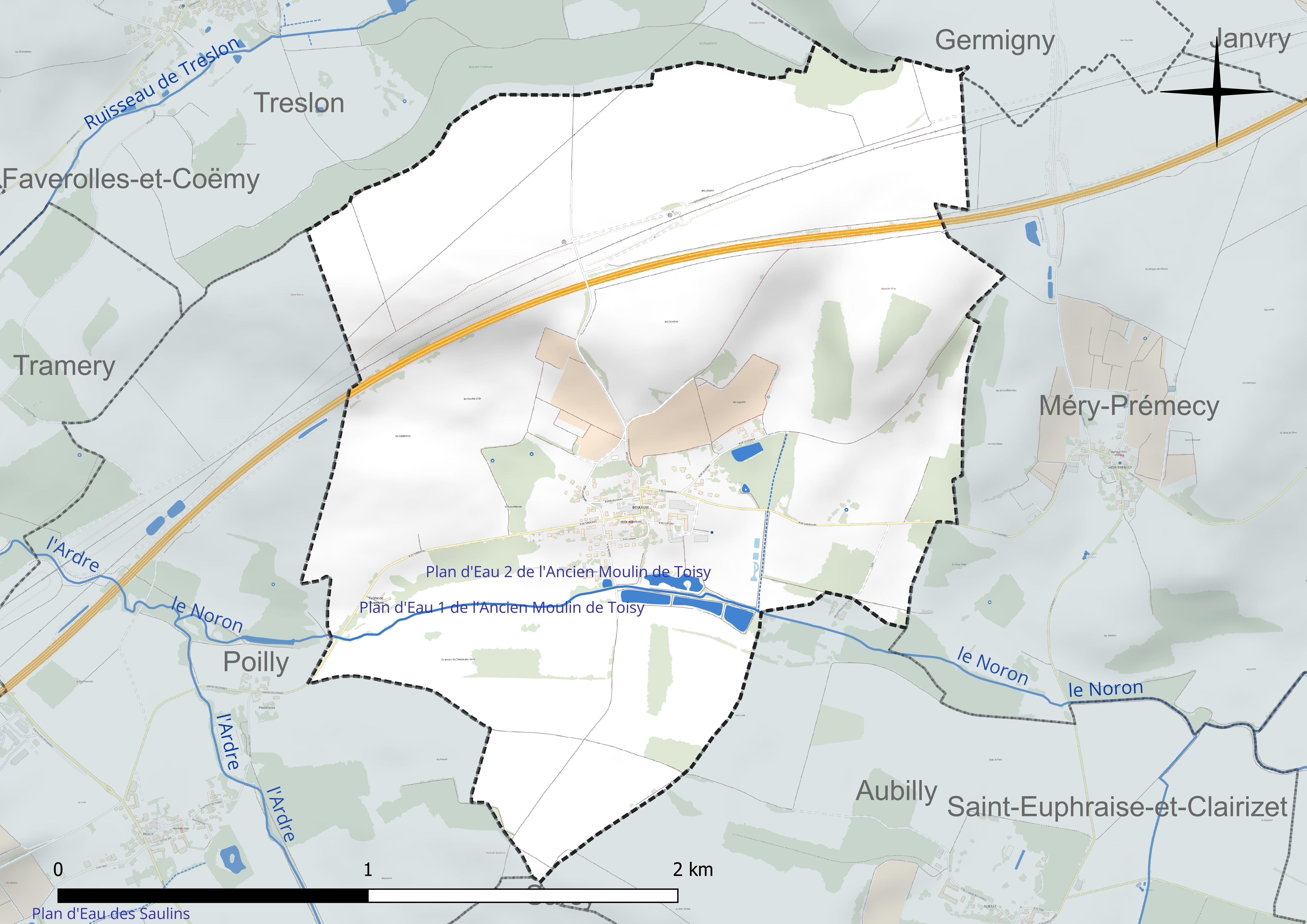
Réseau hydrographique de Bouleuse.

#### Gestion et qualité des eaux
Le territoire communal est couvert par le schéma d'aménagement et de gestion des eaux (SAGE) « Aisne Vesle Suippe ». Ce document de planification, dont le territoire s’étend sur 3 096 km2 répartis sur trois départements (Aisne, Marne et Ardennes) et deux régions (Champagne-Ardenne et Picardie), a été approuvé le 16 décembre 2013. La structure porteuse de l'élaboration et de la mise en œuvre est le Syndicat d’aménagement des bassins Aisne Vesle Suippe (SIABAVES). 
La qualité des cours d’eau peut être consultée sur un site dédié géré par les agences de l’eau et l’Agence française pour la biodiversité. 

### Climat
Pour des articles plus généraux, voir Climat du Grand Est et Climat de la Marne.
En 2010, le climat de la commune est de type climat océanique dégradé des plaines du Centre et du Nord, selon une étude du Centre national de la recherche scientifique s'appuyant sur une série de données couvrant la période 1971-2000. En 2020, Météo-France publie une typologie des climats de la France métropolitaine dans laquelle la commune est exposée à un climat océanique altéré et est dans la région climatique  Nord-est du bassin Parisien, caractérisée par un ensoleillement médiocre, une pluviométrie moyenne régulièrement répartie au cours de l’année et un hiver froid (3 °C). 
Pour la période 1971-2000, la température annuelle moyenne est de 10,2 °C, avec une amplitude thermique annuelle de 15,7 °C. Le cumul annuel moyen de précipitations est de 709 mm, avec 11,6 jours de précipitations en janvier et 8,4 jours en juillet. Pour la période 1991-2020, la température moyenne annuelle observée sur la station météorologique de Météo-France la plus proche, « Chambrecy-Civc », sur la commune de Chambrecy à 5 km à vol d'oiseau, est de 10,7 °C et le cumul annuel moyen de précipitations est de 734,0 mm. 
La température maximale relevée sur cette station est de 40,3 °C, atteinte le 25 juillet 2019 ; la température minimale est de −22,1 °C, atteinte le 17 janvier 1985,,. 
Les paramètres climatiques de la commune ont été estimés pour le milieu du siècle (2041-2070) selon différents scénarios d'émission de gaz à effet de serre à partir des nouvelles projections climatiques de référence DRIAS-2020. Ils sont consultables sur un site dédié publié par Météo-France en novembre 2022.

## Urbanisme

### Typologie
Au 1er janvier 2024, Bouleuse est catégorisée commune rurale à habitat dispersé, selon la nouvelle grille communale de densité à sept niveaux définie par l'Insee en 2022.
Elle est située hors unité urbaine. Par ailleurs la commune fait partie de l'aire d'attraction de Reims, dont elle est une commune de la couronne,. Cette aire, qui regroupe 294 communes, est catégorisée dans les aires de 200 000 à moins de 700 000 habitants,.

### Occupation des sols
L'occupation des sols de la commune, telle qu'elle ressort de la base de données européenne d’occupation biophysique des sols Corine Land Cover (CLC), est marquée par l'importance des territoires agricoles (96,6 % en 2018), en diminution par rapport à 1990 (99,2 %). La répartition détaillée en 2018 est la suivante : 
terres arables (79,6 %), zones agricoles hétérogènes (8,9 %), cultures permanentes (8,2 %), zones industrielles ou commerciales et réseaux de communication (2,6 %), forêts (0,8 %). L'évolution de l’occupation des sols de la commune et de ses infrastructures peut être observée sur les différentes représentations cartographiques du territoire : la carte de Cassini (XVIIIe siècle), la carte d'état-major (1820-1866) et les cartes ou photos aériennes de l'IGN pour la période actuelle (1950 à aujourd'hui).

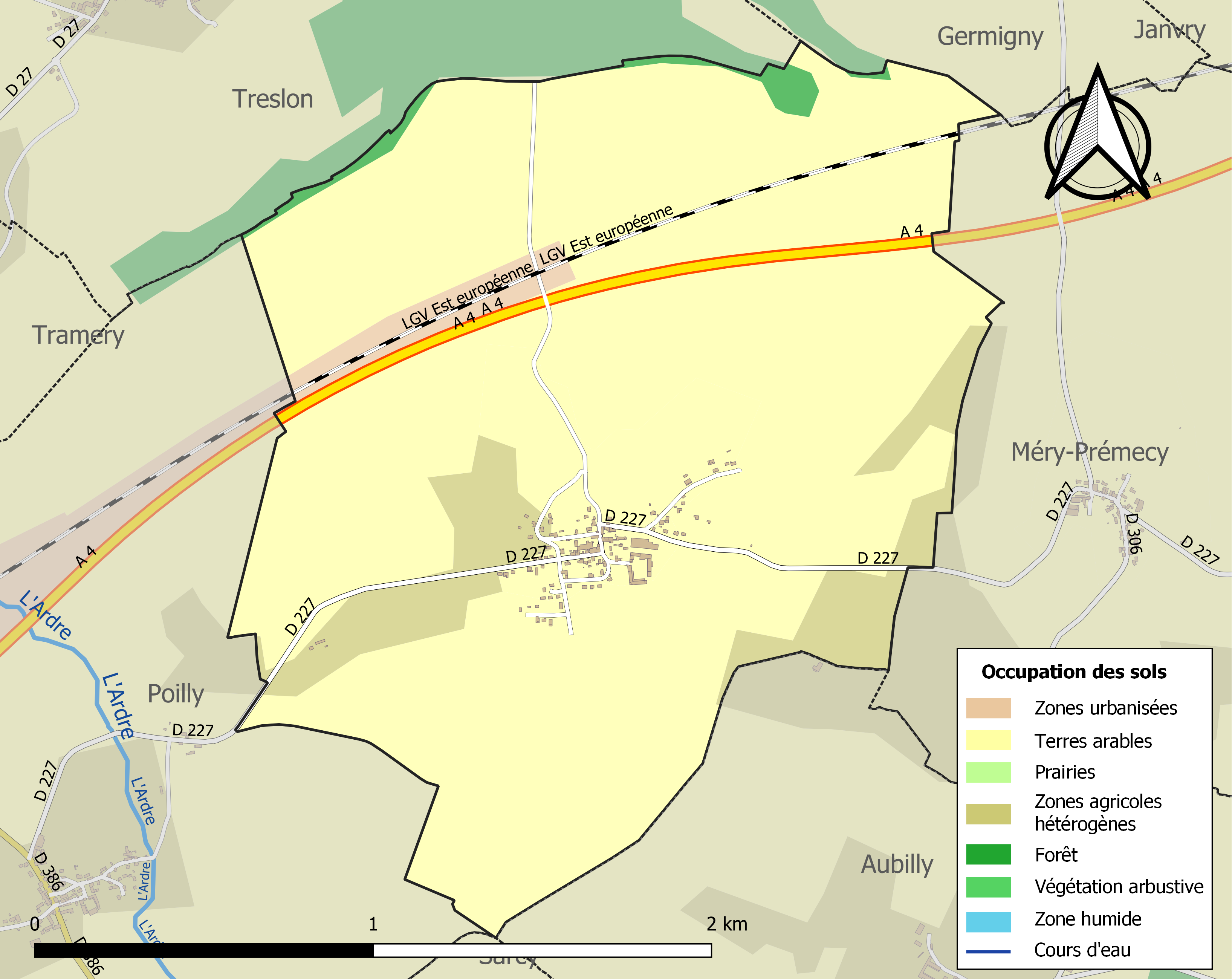
Carte des infrastructures et de l'occupation des sols de la commune en 2018 (CLC).

### Voies de communication et transports
Le nord de la commune est traversé par l'autoroute A4 et la LGV Est européenne.
Le sentier de grande randonnée GR142 passe également par Bouleuse.

## Toponymie
Le nom de la localité est attesté sous les formes Bouleuse (1346) ; Bouleuze (1367) ; Boulleuze (1636) ; Bonleuze (1728).

Du gaulois betulla « bouleau » et du suffixe roman -osa ( terra ) : « ( terre ) pourvue de bouleaux ».

## Histoire
La commune est décorée de la Croix de guerre 1914-1918 le 30 mai 1921.
En 1917, l'HOE de Bouleuse, hôpital d’origine d’étapes, ce qui en langage courant désigne une structure d’évacuation, mobile en théorie, en dur ou pas, de taille très variable, était une école de médecine et de chirurgie de guerre. Cette école devint un centre réputé d'instruction et de perfectionnement pour tous les médecins et les chirurgiens. Il a pris le nom de Bouleuse alors qu'il est de fait situé entre Aubilly et Sainte-Euphraise, en lisière du bois de Béneuil, cela est dû au rôle de carrefour ferroviaire de la gare de Bouleuse qui recevait des convois à partir de Fismes, de Reims par Jouy et Pargny-les-Reims et surtout de Dormans/Épernay.

## Politique et administration

### Rattachement cantonal
À la Révolution française, la commune de Bouleuse intègre le canton de Faverolles. En 1801, elle rejoint le canton de Ville-en-Tardenois, dans l'arrondissement de Reims. Dans le cadre du redécoupage cantonal de 2014 en France, la commune fait désormais partie du canton de Fismes-Montagne de Reims.

### Intercommunalité
La commune, antérieurement membre de la communauté de communes Ardre et Tardenois, est membre, depuis le 1er janvier 2014, de la communauté de communes Champagne Vesle.

### Liste des maires
| Période                                  | Période  | Identité                         | Étiquette | Qualité |
| ---------------------------------------- | -------- | -------------------------------- | --------- | ------- |
| Les données manquantes sont à compléter. |          |                                  |           |         |
| 1792                                     | 1793     | Pierre Folin                     |           |         |
| 1793                                     | 1794     | Etienne Dauvt                    |           |         |
| 1794                                     | 1795     | Charles Duval                    |           |         |
| 1795                                     | 1797     | Jean Thibault                    |           |         |
| 1797                                     | 1815     | Charles Duval                    |           |         |
| 1815                                     | 1821     | Louis Thibault                   |           |         |
| 1821                                     | 1826     | Charles Alexandre de la Breteche |           |         |
| 1826                                     | 1828     | Charles Hubert Thibault          |           |         |
| 1828                                     | 1838     | Charles Alexandre de la Breteche |           |         |
| 1838                                     | 1846     | Georges Courmeaux                |           |         |
| 1846                                     | 1848     | Pierre Charles Auge              |           |         |
| 1848                                     | 1856     | Georges Courmeaux                |           |         |
| 1856                                     | 1863     | Louis Isidore Pierrot            |           |         |
| 1863                                     | 1871     | Pierre Charles Auge              |           |         |
| 1871                                     | 1881     | Pierre Antoine Rizet             |           |         |
| 1881                                     | 1884     | Jean Nicolas Croiette            |           |         |
| 1884                                     | 1886     | Joseph Chopin                    |           |         |
| 1886                                     | 1888     | Honoré Godbillon                 |           |         |
| 1888                                     | 1888     | Florimont Neveu                  |           |         |
| 1888                                     | 1890     | Barré Rizet                      |           |         |
| 1890                                     | 1894     | Jean Baptiste Jobin-Boutard      |           |         |
| 1894                                     | 1894     | Florimont Neveu                  |           |         |
| 1894                                     | 1896     | Honoré Godbillon                 |           |         |
| 1896                                     | 1897     | Barré Rizet                      |           |         |
| 1897                                     | 1921     | Georges Baudier                  |           |         |
| 1921                                     | 1925     | Jules Guyonnet                   |           |         |
| 1925                                     | 1929     | Charles Salmon                   |           |         |
| 1929                                     | 1938     | Charles Godbillon                |           |         |
| 1938                                     | 1947     | André Moussu                     |           |         |
| 1947                                     | 1956     | Paul Billet                      |           |         |
| 1956                                     | 1971     | Marcel Berthelemy                |           |         |
| 1971                                     | 1995     | Marc Fayet                       |           |         |
| 1995                                     | 2001     | Jean Pierre Glod                 |           |         |
| 2001                                     | 2020     | Arnaud Bilet                     |           |         |
| 2020                                     | en cours | Patrick Simon                    |           |         |

## Démographie
L'évolution du nombre d'habitants est connue à travers les recensements de la population effectués dans la commune depuis 1793. Pour les communes de moins de 10 000 habitants, une enquête de recensement portant sur toute la population est réalisée tous les cinq ans, les populations de référence des années intermédiaires étant quant à elles estimées par interpolation ou extrapolation. Pour la commune, le premier recensement exhaustif entrant dans le cadre du nouveau dispositif a été réalisé en 2004.

En 2022, la commune comptait 226 habitants, en évolution de +9,71 % par rapport à 2016 (Marne : −1,19 %, France hors Mayotte : +2,11 %).
| 1793 | 1800 | 1806 | 1821 | 1831 | 1836 | 1841 | 1846 | 1851 |
| ---- | ---- | ---- | ---- | ---- | ---- | ---- | ---- | ---- |
| 115  | 137  | 134  | 104  | 161  | 164  | 148  | 145  | 148  |

| 1856 | 1861 | 1866 | 1872 | 1876 | 1881 | 1886 | 1891 | 1896 |
| ---- | ---- | ---- | ---- | ---- | ---- | ---- | ---- | ---- |
| 147  | 148  | 127  | 127  | 125  | 103  | 107  | 113  | 99   |

| 1901 | 1906 | 1911 | 1921 | 1926 | 1931 | 1936 | 1946 | 1954 |
| ---- | ---- | ---- | ---- | ---- | ---- | ---- | ---- | ---- |
| 142  | 118  | 96   | 109  | 87   | 75   | 85   | 71   | 74   |

| 1962 | 1968 | 1975 | 1982 | 1990 | 1999 | 2004 | 2006 | 2009 |
| ---- | ---- | ---- | ---- | ---- | ---- | ---- | ---- | ---- |
| 106  | 122  | 109  | 143  | 161  | 165  | 161  | 166  | 169  |

| 2014 | 2019 | 2022 | - | - | - | - | - | - |
| ---- | ---- | ---- | - | - | - | - | - | - |
| 205  | 223  | 226  | - | - | - | - | - | - |

## Culture locale et patrimoine

### Lieux et monuments
L'église Saint-Clément de Bouleuse fait partie de la paroisse du Tardenois, dans le diocèse de Reims. Elle est totalement reconstruite après la Première Guerre mondiale.

### Héraldique
| Blason de Bouleuse | Blason  | Écartelé : aux 1er et 4e d'azur à la bande d'argent côtoyée de deux doubles cotices potencées contre-potencées d'or, au 2e de gueules à une gerbe de blé d'or, au 3e de gueules à une grappe de raisin pamprée d'or. |
| Blason de Bouleuse | Détails | Le statut officiel du blason reste à déterminer. |